# Jacques Billiet
Pour les articles homonymes, voir Billiet.
Jacques Billiet, inspecteur général des Forêts, directeur des services économiques du Maroc et homme politique français.

## Biographie
- Secrétaire général au Ravitaillement du 30 janvier 1941 au 6 juin 1942 et du 15 novembre 1943 à juin 1944 dans les Gouvernements Flandin, Darlan et Laval (6).
- Secrétaire général à la Consommation du 6 juin 1942 au 15 novembre 1943 dans le Gouvernement Pierre Laval (6).